# TMEM59
TMEM59‏ (Transmembrane protein 59) هوَ بروتين يُشَفر بواسطة جين TMEM59 في الإنسان.